# Екаръёгарт
Екаръёгарт (устар. Екар-Ёгарт) — река в России, протекает по Белоярскому району Ханты-Мансийского АО. Устье реки находится в 6 км по правому берегу реки Вожпайюган. Длина реки составляет 16 км.

## Данные водного реестра
По данным государственного водного реестра России относится к Нижнеобскому бассейновому округу, водохозяйственный участок реки — Обь от впадения Иртыша до впадения реки Северная Сосьва, речной подбассейн реки — бассейны притока Оби от Иртыша до впадения Северной Сосьвы. Речной бассейн реки — (Нижняя) Обь от впадения Иртыша.

## Топографические карты
- Лист карты P-42-I,II Белоярский. Масштаб: 1 : 200 000. Указать дату выпуска/состояния местности.